# Bjarni Bjarnason
Bjarni Bjarnason (Reikiavik, 9 de noviembre de 1965) es un escritor islandés.
Comenzó a escribir de adolescente y ya ha publicado poemas, cuentos y al menos seis novelas.